# دوشنا گورکا
دوشنا گورکا (به لهستانی:  Duszna Górka) یک روستا در لهستان است که در گمینا کروتوشن واقع شده‌است.